# Выживут только любовники
«Вы́живут то́лько любо́вники» (англ. Only Lovers Left Alive) — фэнтезийная драма режиссёра Джима Джармуша, снятая в 2013 году по его собственному сценарию.
Джармуш описал свой фильм как «криптовампирскую любовную историю».
Мировая премьера фильма состоялась на 66-м Каннском кинофестивале, где он претендовал на «Золотую пальмовую ветвь». В российский прокат фильм вышел 10 апреля 2014 года.

## Сюжет
Адам (Том Хиддлстон) — талантливый андерграундный музыкант, играет на гитаре, живёт в мрачном Детройте, одевается в стиле 60-х (так же оборудовав и свою студию) и не выходит днём из дома. Он не в восторге от того, куда катится мир, и подумывает о способах самоубийства. Адам мрачен, он просит своего приятеля Иэна достать ему деревянную пулю из самого плотного дерева.
В тёплом Танжере живёт его загадочная жена Ева (Тильда Суинтон), которая стильно одевается, обожает поэзию и по вечерам разговаривает с Кристофером Марло (Джон Хёрт) (в фильме неоднократно подчёркивается, что именно Марло является истинным автором произведений Шекспира).
Адаму и Еве — много веков, они предпочитают не убивать людей ради свежей крови, а добывать запасы крови в больницах. Также они ненавидят зомби, за то, что те натворили на протяжении веков.
Они общаются по телефону — Ева обеспокоена настроением любимого, и вот летит самолётом в Детройт.
Вскоре к ним в гости из Лос-Анджелеса («город зомби», как говорит Адам) нагрянула младшая сестра Евы — необузданная безбашенная вампирша Ава (Миа Васиковска), которую они оба недолюбливают (ещё свежи воспоминания об их похождениях в Париже 88-летней давности). Ава без стеснения «уговаривает» большую часть запасов крови пары (ведь она «так устала с дороги»), а на другой день все вместе — Адам, Ева, Ава и Иэн — идут в ночной клуб с живой музыкой. Вернувшись домой Ава с Иэном напиваются.
Наутро «с похмелья» Ава «выпивает досуха» Иэна. Происходит скандал, Адам выгоняет Аву.
Адам и Ева растворяют в кислоте труп Иэна и улетают в Танжер, но череда неприятностей, кажется, только начинается: Кристофер Марло умирает, обычный канал доставки безопасной крови утерян. Голодные вампиры выходят на улицы Танжера.

## В ролях
| Актёр          | Роль              |
| -------------- | ----------------- |
| Том Хиддлстон  | Адам              |
| Тильда Суинтон | Ева               |
| Миа Васиковска | Ава               |
| Джон Хёрт      | Кристофер Марло   |
| Антон Ельчин   | Иэн               |
| Джеффри Райт   | доктор Уотсон     |
| Слиман Дази    | Билял             |
| Картер Логан   | Скотт             |
| Орели Тепо     | стюардесса        |
| Ясмин Хамдан   | Ясмин             |
| White Hills    | в роли самих себя |

## Создание
В августе 2010 года режиссёр объявил, что ряд актёров присоединится к созданию его новой картины и что продюсеры занимаются поиском финансирования. По словам режиссёра, ему понадобилось семь лет, чтобы собрать деньги на реализацию проекта.
Фильм снимался летом 2012 года в течение семи недель в США, Европе и Африке.
«С эмоциональной точки зрения это была самая высокая отдача в моей жизни» — сказал режиссёр на одной из пресс-конференций.

## Саундтрек
| №   | Название                                             | Длительность |
| 1.  | SQÜRL — «Streets of Detroit»                         | 00:35        |
| 2.  | SQÜRL feat. Madeline Follin — «Funnel of Love»       | 03:40        |
| 3.  | Jozef Van Wissem & SQÜRL — «Sola Gratia (Part 1)»    | 03:25        |
| 4.  | Jozef Van Wissem & SQÜRL — «The Taste of Blood»      | 05:49        |
| 5.  | SQÜRL — «Diamond Star»                               | 01:14        |
| 6.  | SQÜRL — «Please Feel Free to Piss in the Garden»     | 04:20        |
| 7.  | SQÜRL — «Spooky Action at a Distance»                | 03:34        |
| 8.  | Jozef Van Wissem & SQÜRL — «Streets of Tangier»      | 01:35        |
| 9.  | Jozef Van Wissem feat. Zola Jesus — «In Templum Dei» | 02:57        |
| 10. | Jozef Van Wissem & SQÜRL — «Sola Gratia (Part 2)»    | 05:09        |
| 11. | Jozef Van Wissem — «Our Hearts Condemn Us»           | 04:35        |
| 12. | Yasmine Hamdan — «Hal»                               | 04:29        |
| 13. | Jozef Van Wissem & SQÜRL — «Only Lovers Left Alive»  | 03:31        |
| 14. | Jozef Van Wissem & SQÜRL — «This Is Your Wilderness» | 03:51        |

## Критика
На сайте Rotten Tomatoes фильм имеет рейтинг 85 % на основании 198 рецензий критиков, со средней оценкой 7,5 из 10. Критический консенсус сайта гласит: «Стоит наблюдать исключительно за актёрскими работами Тома Хиддлстона и Тильды Суинтон».
На сайте Metacritic картина набрала 79 баллов из 100, на основании 41 отзыва, что указывает на «в целом благоприятные отзывы».
Журнал Calum Marsh of Slant присудил фильму 3 из 4 звезд.
Джонатан Ромни из Screen International отметил, что это — «самый поэтический фильм Джима Джармуша со времен „Мертвеца“».
Тодд Маккарти из The Hollywood Reporter назвал фильм «лучшей работой режиссёра за многие годы, возможно, начиная с „Мертвеца“ 1995 года».
Джонатан Хэтфулл из SciFiNow написал: «это лучший фильм Джармуша со времен картины „Пёс-призрак: путь самурая“».
Робби Коллин из The Daily Telegraph присудил фильму 4 из 5 звезд и высоко оценил актёрские работы Суинтон и Хиддлстона.
Тим Гриерсон из Paste отметил, что «Хиддлстон и Суинтон играют своих персонажей не как хипстеры, а скорее, как глубоко задумчивые, почти сожалеющие старики, которые, кажется, решили, что любовь — это единственное, на что они могут рассчитывать».

## Награды и номинации
- 2013 — участие в основной конкурсной программе Каннского кинофестиваля.
- 2013 — участие в конкурсной программе кинофестиваля в Торонто.
- 2013 — участие в конкурсной программе Нью-Йоркского кинофестиваля.
- 2013 — специальный приз жюри Кинофестиваля в Сиджесе (Джим Джармуш).
- 2015 — две номинации на премию «Независимый дух»: лучший сценарий (Джим Джармуш), лучшая актриса (Тильда Суинтон).